# Athysanella secunda
Athysanella secunda är en insektsart som beskrevs av Blocker och Wesley 1985. Athysanella secunda ingår i släktet Athysanella och familjen dvärgstritar. Inga underarter finns listade i Catalogue of Life.